# From a Whisper to a Scream
From a Whisper to a Scream (även känd som The Offspring) är en amerikansk skräckfilm från 1987 i regi av Jeff Burr och producerad av William Burr och Darin Scott, med manus av C. Courtney Joyner, Darin Scott, Jeff Burr och Mike Malone. From a Whisper to a Scream är en antologifilm, som består av fyra delar, en prolog samt en epilog, vilka alla utspelar sig i Oldfield, Tennessee i USA. De fyra delarna har titlarna "Stanley", "On the Run", "Lovecraft's Traveling Amusements" och "Four Soldiers". När filmen skulle visas på biografer i USA valde distributören att ändra titeln från From a Whisper to a Scream till The Offspring; vid DVD- och blu-ray-utgivningen hade filmen dock återfått sin originaltitel.